# 朝鮮語のローマ字表記法
朝鮮語のローマ字表記法（ちょうせんごのローマじひょうきほう）では、ラテン文字による朝鮮語の表記法について概説する。
ラテン文字による朝鮮語の表記は、古くは欧米人が朝鮮と接触を持つことにより散発的に行われた。開化期には朝鮮語関連書籍の出版とともに、まとまった形でのラテン文字表記が見られるようになる。その後、各方面で体系的なラテン文字表記が試みられ、第二次世界大戦・朝鮮戦争後は朝鮮民主主義人民共和国と大韓民国の政府機関がそれぞれラテン文字表記法を制定し現在に至っている。

## 各表記法の概要
ここでは体系的に整備されたいくつかのラテン文字表記法を概観する。

### イェール式
イェール式はイェール大学のサミュエル・マーティンが考案した朝鮮語の翻字法。言語学の学術論文などで主に用いられる。イェール式はハングルによる朝鮮語のつづりをラテン文字に移しかえることを目的としている。従って、発音は必ずしも反映されず、例えば「넓겠는데（広そうだが）」は「nelpkeyssnuntey」と表記される（実際の発音は [nɔlkʼennɯnde]）。その他、中期朝鮮語のための表記法や、北朝鮮の言語にのみ現れる語頭の ㄹ、ㄴ のための表記法などもある。

### 朝鮮語学会1940年式
朝鮮人による最初の体系的なラテン文字表記法は、朝鮮語学会（現・ハングル学会）が1940年（昭和15年）に作成した「朝鮮語音羅馬字表記法」である。これは同年制定の「外来語表記法統一案」の付録として定められたものであり、M-R式（マッキューン＝ライシャワー式のこと。下記参照）と同じく母音において「ŏ」のような補助記号が用いられている。原則的に発音を写す転写法であるため、音韻変化を起こす場合は変化後の音を表記するのだが（例えば濃音化：신다 sindda [ɕintʼa] 「履く」）、一部は変化前の音で表記する（例えば鼻音化：밭만 badman [panman] 「畑だけ」）。

### 大韓民国が制定した表記法
南北分断後は、大韓民国（以下「韓国」）と朝鮮民主主義人民共和国（以下「北朝鮮」）においてそれぞれ別個にラテン文字表記法が制定された。
文教部1948年式
正式名称は「한글을 로오마 자로 적는 법（ハングルをラテン文字で綴る法）」。韓国の建国後、1948年に文教部が定めた「들온말 적는 법（外来語表記法）」の付録としてラテン文字表記法が定められた。
「ㅋ」を「kh」とつづるなど、激音の表記に「h」を用いている。音節末子音の表記について、あるものは発音に依拠してつづり（例：있다 itta [ittʼa] 「ある」）、あるものはハングルのつづりに依拠してつづる（例：앞만 aphman [amman] 「前だけ」）。
文教部1959年式
正式名称は「한글의 로마자 표기법（ハングルローマ字表記法）」。1959年に文教部が改訂したラテン文字表記法。
平音には「b, d, g」などの有声音字を、激音には「p, t, k」などの無声音字を用いており、補助記号を用いない。現行の韓国のラテン文字表記法に似ているが、「ㅃ, ㄸ, ㄲ」を「bb, dd, gg」と綴る点、「ㅝ」を「weo」と綴る点などが現行と異なる。また、終声の表記でも「b, d, g」といった有声音字を用いるため、例として「박」を「bag」と綴るなど、翻字に近い面もある。
文教部1984年式
正式名称は「국어의 로마자 표기법（国語のローマ字表記法）」。1984年1月13日文教部告示第84-1号。
表記法の内容はM-R式と大部分が同一である。M-R式と異なるのは、「ㅅ」を母音「i」の前で「sh」とつづる点（M-R式では「s」）、「ㅝ」を「wo」とつづる点（M-R式では「wŏ」）などである。また、1つの音素を2つ以上に書き分けることの多いM-R式は韓国人にとって分かりにくく不便であるとの指摘もあった。ハングル学会ではこの方式を批判して、文教部1959年式に基づく「우리말 로마자 적기（国語のローマ字表記）」を1984年2月21日に発表している。
文化観光部2000年式
正式名称は「국어의 로마자 표기법（国語のローマ字表記法）」。2000年7月7日文化観光部告示第2000-8号。
韓国における現行のラテン文字表記法である。基本的には文教部1959年式の流れを継いでおり、補助符号を用いない。転写を目的としているが、翻字の方法についても言及がなされている。

### 朝鮮民主主義人民共和国が制定した表記法
1955年式
正式名称は「외국 자모에 의한 조선어 표기법（外国字母による朝鮮語表記法）」。1955年にキリル文字による表記法と併せて発表されたもので、その第3章にラテン文字による表記法が掲げられている。
母音において「ŏ」のような補助記号が用いられているのはM-R式と同じであるが、「ㅋ」を「kh」とつづるなど激音の表記に「h」を用いたり、「ㅐ」を「ai」とつづる点などはイェール式に近い。「ㅈ, ㅊ, ㅉ」を「ts, tsh, tss」とつづるのが特徴的であるが、これは平壌方言の音声的特徴を反映していると見ることができる。
その後、北朝鮮では1969年に「영어문자에 의한 조선어표기법（英字による朝鮮語表記法）」が、1985年にはラテン文字への転写法と翻字法が定められている（박재수1999参照）。
1992年式
正式名称は「조선어의 라틴문자 표기법（朝鮮語のラテン文字表記法）」。1992年に定められた。北朝鮮における現行のラテン文字表記法である。
母音の表記についてはM-R式と同一である。その一方で子音の表記には、激音の表記に「h」を用いる（ㅊは「ch」）など、1955年式からの伝統を受け継いだ表記法も採られている。平音の表記は従来どおり有声音化の現象に合わせて有声音字と無声音字を使い分けているが（例えば「ㄷ」は「t, d」）、ㅈは無声音で発音される場合でも常に有声音字「j」とつづるのが特異である。その他、ㄹの鼻音化を綴りに反映しない、ㄹが重なった場合に「lr」と綴る、ㅉを「jj」と綴るなどのM-R式との差異点がある。
なお、一部国際的に定着した名称ではM-R式など従来の表記も認められている（例：平壌→Pyongyang）他、補助記号の省略も許容としている。

### 福井玲式
東京大学の福井玲が考案した朝鮮語の翻字法。中期朝鮮語をコンピュータでデータ処理するために1980年代に開発された。従って、現代朝鮮語で用いられない字母についてもラテン文字表記が可能である。また、他の表記法では子音がないことを表す初声の「ㅇ」をラテン文字に一切反映させないのに対し、福井玲式では初声の「ㅇ」を「’」に当てているのが特徴的である。

### マッキューン＝ライシャワー式
マッキューン＝ライシャワー式は1939年（昭和14年）にアメリカ人のマッキューンとライシャワーが開発した方式であり、現在も欧米を中心にして広く用いられている（以下「M-R式」）。朝鮮語の体系的なラテン文字表記法のさきがけといえる。
この方式は朝鮮語の転写を目的とした表記法である。従って朝鮮語の音をラテン文字に写すのであって、つづり字を写すのではない。M-R式は「ŏ」、「t’」のようにアルファベットに補助記号を附することがあるのが特徴である。また、例えば平音「ㄷ」を「t」と「d」につづり分けたり（前者は有声音化しない場合、後者は有声音化する場合）、流音「ㄹ」を「r」と「l」に書き分けたりと（前者は音節頭音のとき、後者は音節末音のとき）、朝鮮語の音素では弁別的でない異音を書き分ける場合がある。

### その他の表記法
以上の体系によらない表記法として、「ㅓ, ㅕ, ㅐ, ㅚ」を「u, yu, ai, oi」とする例が広く見られる（en:Kim Il-sung（人物・金日成）、en:The Chosun Ilbo（新聞・朝鮮日報）、en:Choi (Korean surname)（名字の崔）、Hyundai（企業グループ・ヒュンダイ/現代/ヒョンデ）など）。

## 表記の簡易対照表
南北朝鮮の現行ラテン文字表記法である南の「국어의 로마자 표기법」（表中では「南2000年式」）、北の「조선어의 라틴문자표기법」（表中では「北1992年式」）、M-R式、イェール式、福井玲式について、それぞれの表記を比べる。なお、それぞれ表記法における細かい規則は省略する。現代語では用いられていない字母（福井玲式で表記可能）は基本字母および連書字母のみ示した。
子音字母
|        |            | 文字 | 文字 | 文字 | 文字 | 文字 | 文字 | 文字 | 文字 | 文字 | 文字 | 文字 | 文字 | 文字 | 文字 | 文字 | 文字 | 文字 | 文字 | 文字 | 文字 | 文字 | 文字 | 文字 | 文字 | 文字 |
| ㄱ     | ㄲ         | ㄴ   | ㄷ   | ㄸ   | ㄹ   | ㅁ   | ㅂ   | ㅃ   | ㅅ   | ㅆ   | ㅇ   | ㅈ   | ㅉ   | ㅊ   | ㅋ   | ㅌ   | ㅍ   | ㅎ   | ㅱ   | ㅸ   | ㅿ   | ㆁ   | ㆄ   | ㆆ   |      |      |
| ------ | ---------- | ---- | ---- | ---- | ---- | ---- | ---- | ---- | ---- | ---- | ---- | ---- | ---- | ---- | ---- | ---- | ---- | ---- | ---- | ---- | ---- | ---- | ---- | ---- | ---- | ---- |
| 表記法 | 南2000年式 | g/k  | kk   | n    | d/t  | tt   | r/l  | m    | b/p  | pp   | s    | ss   | ng   | j    | jj   | ch   | k    | t    | p    | h    |      |      |      |      |      |      |
| 表記法 | 北1992年式 | k/g  | kk   | n    | t/d  | tt   | r/l  | m    | p/b  | pp   | s    | ss   | ng   | j    | jj   | ch   | kh   | th   | ph   | h    |      |      |      |      |      |      |
| 表記法 | M-R式      | k/g  | kk   | n    | t/d  | tt   | r/l  | m    | p/b  | pp   | s/sh | ss   | ng   | ch/j | tch  | ch’  | k’   | t’   | p’   | h    |      |      |      |      |      |      |
| 表記法 | イェール式 | k    | kk   | n    | t    | tt   | l    | m    | p    | pp   | s    | ss   | ng   | c    | cc   | ch   | kh   | th   | ph   | h    |      |      |      |      |      |      |
| 表記法 | 福井玲式   | g    | gg   | n    | d    | dd   | r    | m    | b    | bb   | s    | ss   | ’/q  | j    | jj   | c    | k    | t    | p    | h    | w    | v    | z    | q    | f    | x    |

母音字母
| 表記法 | 南2000年式 | a | ya | eo | yeo | o | yo | u  | yu | eu | i | ae | yae | e  | ye  | wa | wae | oe | wo | we  | wi | ui |   |
| 表記法 | 北1992年式 | a | ya | ŏ  | yŏ  | o | yo | u  | yu | ŭ  | i | ae | yae | e  | ye  | wa | wae | oe | wŏ | we  | wi | ŭi |   |
| 表記法 | M-R式      | a | ya | ŏ  | yŏ  | o | yo | u  | yu | ŭ  | i | ae | yae | e  | ye  | wa | wae | oe | wŏ | we  | wi | ŭi |   |
| 表記法 | イェール式 | a | ya | e  | ye  | o | yo | wu | yu | u  | i | ay | yay | ey | yey | wa | way | oy | we | wey | wi | uy |   |
| 表記法 | 福井玲式   | a | ia | e  | ie  | o | io | u  | iu | y  | i | ai | iai | ei | iei | oa | oai | oi | ue | uei | ui | yi | @ |

## 表記の実例
M-R式とイェール式、および南北朝鮮の現行ラテン文字表記法である韓国の「国語のラテン文字表記法（文化観光部2000年式）」（表中では「韓国2000年式」）、北朝鮮の「朝鮮語のラテン文字表記法（1992年式）」（表中では「北朝鮮1992年式」）について、それぞれの表記を比べる。
| 朝鮮語           | 発音        | M-R式      | イェール式 | 韓国2000年式 | 北朝鮮1992年式 |
| ---------------- | ----------- | ---------- | ---------- | ------------ | -------------- |
| 김포（金浦）     | [kimpʰo]    | Kimp’o     | Kimpho     | Gimpo        | Kimpho         |
| 부산（釜山）     | [pusan]     | Pusan      | Pusan      | Busan        | Pusan          |
| 대구（大邱）     | [tɛɡu]      | Taegu      | Taykwu     | Daegu        | Taegu          |
| 금강산（金剛山） | [kɯmɡaŋsan] | Kŭmgangsan | Kumkangsan | Geumgangsan  | Kŭmgangsan     |
| 신의주（新義州） | [ɕinɯid͡ʑu]  | Sinŭiju    | Sin.uycwu  | Sinuiju      | Sinŭiju        |
| 조선（朝鮮）     | [t͡ɕosʌn]    | Chosŏn     | Cosen      | Joseon       | Josŏn          |

## ラテン文字表記法の諸問題

### 表記法の原則に関する諸問題
1. 転写と翻字
ラテン文字表記法が朝鮮語の音を写す転写を目的とするのか、ハングルのつづりをラテン文字に置き換える翻字を目的とするのかにより、ラテン文字表記のあり方は大きく異なる。例えば、韓国の文化観光部2000年式を用いて転写と翻字を行うと、以下のような違いが生じる。
| 朝鮮語                 | 発音           | 転写          | 翻字            |
| ---------------------- | -------------- | ------------- | --------------- |
| 읊는다（詠む）         | [ɯmnɯnda]      | eumneunda     | eulpneunda      |
| 넓겠는데（広そうだが） | [nɔlkʼennɯnde] | neolgenneunde | neolbgessneunde |
ただし、実際には翻字は学問研究など特殊な場合で用いることが多いので、一般の使用においては音を転写する方式を通常用いる。
2. 異音の処理
M-R式では平音を有声音字と無声音字の2種類に使い分ける。これは、朝鮮語の平音が語中の有声音間で有声音化するのをラテン文字表記に反映させたものであるが、朝鮮語の平音において有声音／無声音は同一音素の異音であり、朝鮮語話者は同一の音と認識している。従って、例えば「사과（リンゴ）」を「sagwa」、「과일（果物）」を「kwail」と表記するM-R式は、朝鮮語話者にとっては非常に混乱しやすい部分である。このような問題は、日本語のヘボン式ローマ字において、「ン」を「m，n」に使い分けるのと同じ問題をはらんでいる。
文化観光部2000年式では、初声（音節頭）の平音は常に有声音字で表記する。1つの音素を同一につづるのは理には叶っているが、語頭で無声音化する場合にも有声音字で表記するので、朝鮮語を母語としない話者にとっては違和感を受けることがある。例えば、「김포」（金浦）は実際には [kimpʰo] と発音されるが、文化観光部2000年式によるラテン文字表記は「Gimpo」である。
3. 音韻変化の処理
朝鮮語は音韻変化が多様であるが、転写の際にそれら音韻変化をどのように反映させるか否かによっても、表記には少なからぬ差が生じる。イェール式・福井玲式といった翻字法を除くその他の表記法では多かれ少なかれ音韻変化を表記に反映させているが、反映のさせ方は必ずしも一様ではない。
例えば、平音の濃音化について、M-R式では変化を反映させて無声音字を用いるのに対して（例：압구정 Apkujŏng。通常、語中の平音「ㄱ」は「g」と表記）、文化観光部2000年式では変化を反映させない（例：압구정 Apgujeong。仮に濃音で表記するならば「Apkkujeong」）。
4. 補助記号の使用
朝鮮語の単母音は7 - 8個であるが、ラテン文字の母音字は「a，e，i，o，u」の5個である。従って、文字が不足する2～3個の母音は何らかの方法で表記しなければならない。1つは、補助記号を用いて例えば「ㅓ，ㅡ」を「ŏ，ŭ」と表す方法（M-R式）があり、もう1つは2文字を用いて例えば「ㅓ，ㅡ」を「eo，eu」と表す方法（文化観光部2000年式）がある。前者は単母音がアルファベット1字に対応しているが、印刷時に活字が準備できないなどの場合がある。後者は既存の文字のみを使う利便性がある反面、「eu」を「エウ」と読むといった誤読の可能性をはらんでいる。
南では、コンピュータでラテン文字表記された朝鮮語を扱う機会の多い情報化社会に対処すべく、2000年式では一切の補助記号を用いない方式を採用したという。それに対して北の1992年式は補助記号を用いるが、新聞などで実際に用いられる表記は補助記号を省略した表記法である。従って、例えば「ㅓ」と「ㅗ」はともに「o」と表記され，区別がつかなくなるという不便がある。

### 運用上の問題
ここでは韓国におけるラテン文字の運用上の問題点を述べる。
文化観光部2000年式は現在、韓国国内の街路表示や駅名表示などに広く用いられている。しかしながら、企業名や人名などにおいては文化観光部2000年式や過去のラテン文字記法に基づかず、従来からの習慣的な表記や英語風表記を続けている場合が多い。
政府もそのような表記を無理に改めるのが困難であると感じているらしく、文化観光部2000年式においても「人名、会社名、団体名などは、これまで使ってきた表記を用いることができる」という特例条項を設けて、現状を容認している。
だが、このような事情は時には混乱を引き起こすこともある。例えば、パスポートに記載される姓名のラテン文字表記は、統一的な表記法がなく個々人によってまちまちである。仮に「李」であれば、「Lee，Yi，Ri，Rhee，Yee」など多様である。従って、個々人の姓名のラテン文字表記を知ろうとしたら、その本人に直接尋ねる以外に方法がないため、旅行社などにおける事務処理の際に不便をきたすことが少なくない。
また、例として日本における企業名「Samsung」は、「サムソン」（原語：삼성 [samsɔŋ]）というカタカナ表記が本来の発音に近いが、（ラテン文字表記から推測しやすいが）原音からはより遠い「サムスン」が公式に用いられるようになっている。